# シャムロック・ホテル
シャムロック・ホテル（The Shamrock ）は、かつてアメリカ合衆国テキサス州ヒューストンの繁華街の南西、テキサス医療センターの横に存在した巨大ホテルである。

## 解説
1946年から1949年にかけて、「ワイルドキャッター（億万長者を夢見て油田を試掘する者）」であり大富豪へとのし上がったグレン・マッカーシーによって建設された。1940年代に全米で建設された中で最も大きなホテルであった。そのオープニングセレモニーはいまだに「ヒューストンで開かれた社交イベントの中で最大のものの1つ」と評される。1955年にヒルトンホテルに売却され、シャムロック・ヒルトンとして30年以上営業を続けたが、常に財政難に苦しめられた。1985年、ヒルトンホテルは建物をテキサス医療センターに寄贈し、建物は1987年6月1日に取り壊された。
シャムロックとは三つ葉のクローバーのことで、アイルランドの国花である。

## 設計・建設
フォートワースの建築家ワイアット・C・ヘドリックによって設計されたこのホテルは、緑のタイル張りの屋根が特徴的で、18階建て、1,100もの客室を持っていた。都市型ホテルでありながらリゾートの雰囲気があり、大規模な会議にも使えるよう設計された。ヒューストンの繁華街の南西3マイル（5ｋｍ）にある郊外エリアの、メインストリートとベレア大通り（1963年以降は西ホルコム通りと呼ばれる）の交差点の南西に位置していた。当時このあたりは田園地帯のはずれだったが、テキサス医療センターに隣接して建設される予定だった「マッカーシー・センター」（大規模な屋内ショッピングセンターとエンターテイメントの複合施設）、その計画の第一段階がこのホテル建設であった。
ホテルの北側には、1,000台を収容可能な5階建ての駐車場と、25,000平方フィート（2,300m2 ）の展示ホールが作られた。南側にはラルフ・エリス・ガンによって設計された贅沢な庭園、テラス、巨大プールがあった。プールは165×142フィート（50×43ｍ）で世界最大の屋外プールと称され、ウォータースキーのショーができるほどであった。3階建ての高さの飛び込み台には螺旋状のオープン階段が取り付けられた。
建設には約2,100万米ドル（2007年に換算すると2億米ドル以上）が費やされた。
政治家であり起業家であったジェシー・H・ジョーンズは、ビジネス客はヒューストンのダウンタウンから3マイルも南にあるホテルには泊まりたがらないだろう、とマッカーシーに個人的に警告した。ホテル業界の幹部は、マッカーシーの計画は利益を生まないと断言した。マッカーシーは「私が1933年に石油ビジネスに乗り出したとき、皆は私のことをどうしようもない馬鹿者だと言った。今では同じことを私のホテル計画に言うわけだ」と応酬した。
広さ5,000平方フィート（460 m 2）のロビーは、地元の製材業者であるブロクシュタイン社によって、1本の丸太から削り出された杢目の美しいホンジュラス産マホガニーで作られ、1920年代から30年代に人気を博したデザインであるアール・デコの影響を強く受けた装飾が施された。同社は他にも代表的な部屋や店舗の内装も手掛けた。マッカーシーは祖先のルーツであるアイルランドに敬意を表し、63通りのグリーンで家具と装飾を注文した。設計・建設を手掛けたヘドリックの建築会社は当時アメリカで3番目の大きさだったが、ロサンゼルスのロバート・D・ハレルが手がけた、建物の外観の保守的なデザインと豪華な内装は、多くの批判を浴びた。特にフランク・ロイド・ライトは、完成した施設がオープンする前に案内された際、ロビーの天井を指差して弟子であったフェイ・ジョーンズに「若人よ、見たまえ、これは性病が建築に及ぼす影響の一例だよ」と言った。ライトはまた、シャムロックを「ロックフェラー・センターの模倣」（10年前に完成していた）と呼んだ。批判に対してマッカーシーは、ホテルの装飾は「あらゆる時代の最高峰」を表していると主張した。タイム誌はそれを「折衷主義」と評した。それ以来、建物は「スタイリッシュで未来的というより頑丈でいかつい」と評されるようになった。

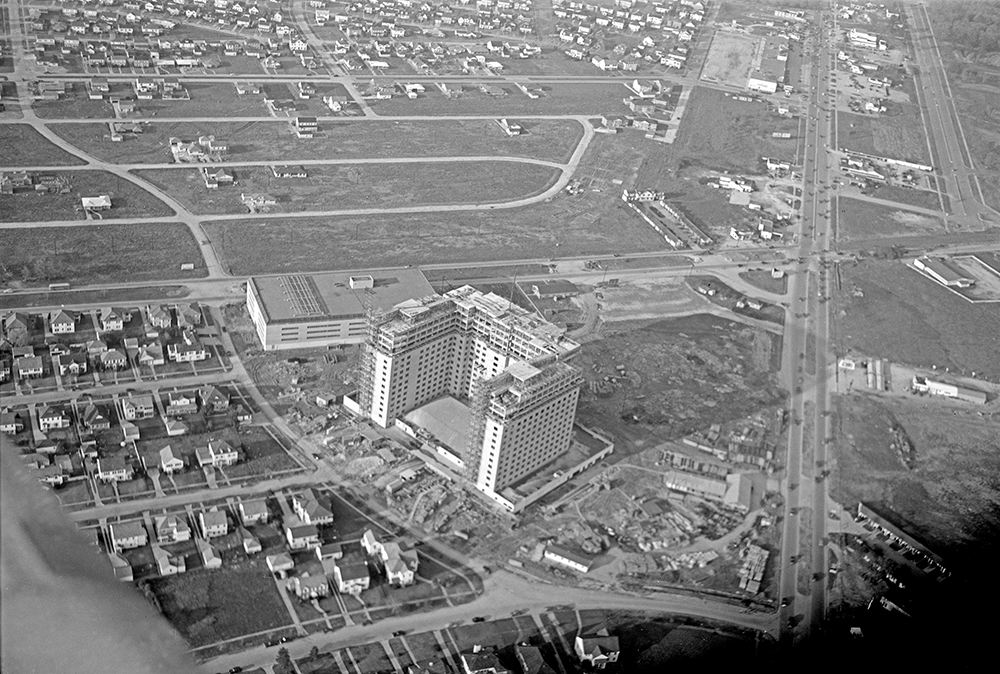
アメリカの写真家ロバート・ヤーナルによって撮影された建設現場（1947年）